# Narmerova paleta

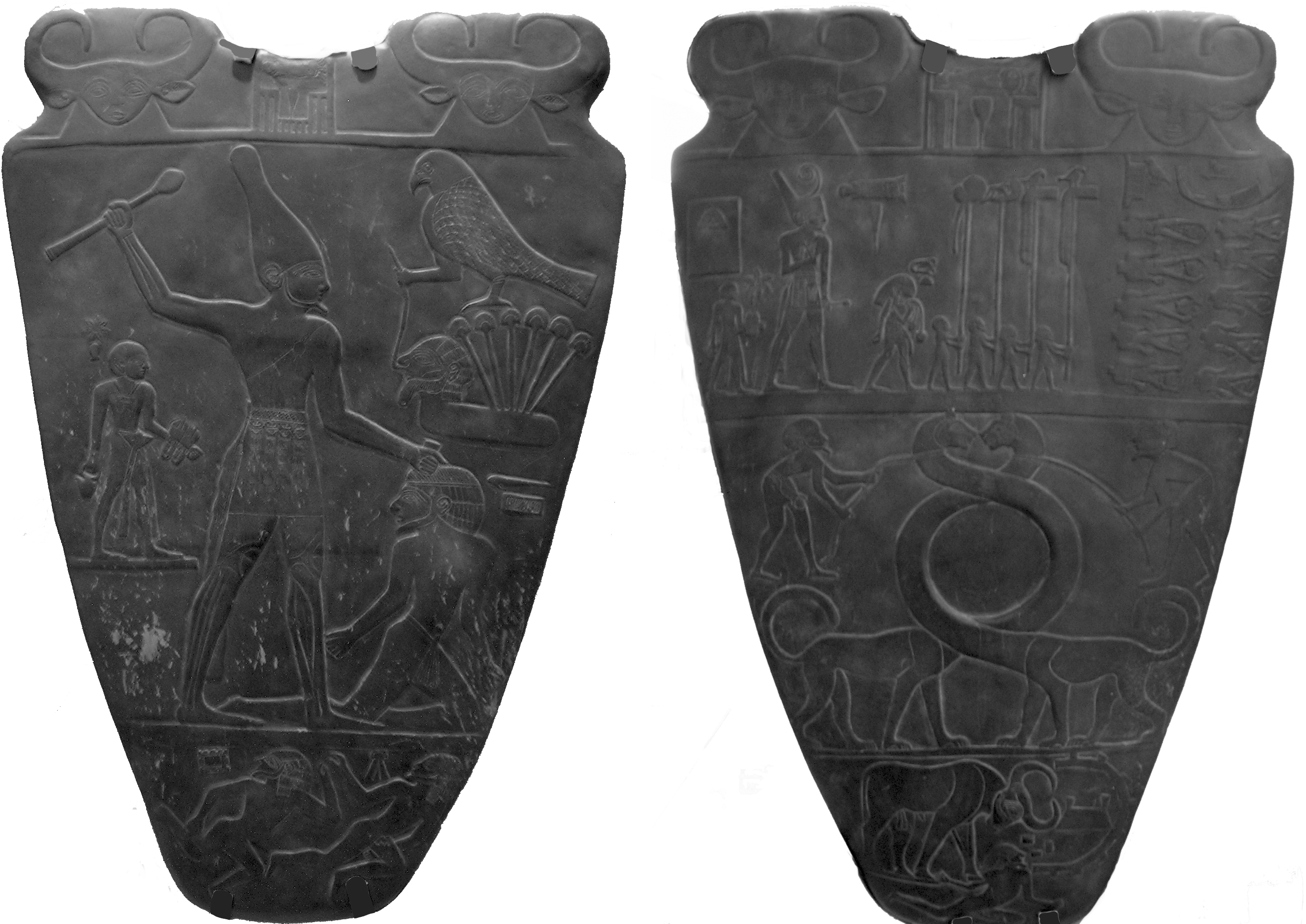
Přední strana a zadní strana Narmerovy palety. Kopie umístěná v Royal Ontario Museum, v Torontu v Kanadě

Narmerova paleta, je významným egyptským archeologickým nálezem, datovaným z 31. století př. n. l. Obsahuje první hieroglyfické znaky a výjevy na ní se považují za znázornění sjednocení Horního a Dolního Egypta faraonem Narmerem. Na každé straně je král zobrazen s korunou jedné z těchto oblastí. Současný americký egyptolog Bob Brier považuje Narmerovu paletu za „první historický dokument na světě“.
Paleta, která přežila nedotčena do současné doby, byla objevena britskými archeology Jamesem E. Quibellem a Frederikem W. Greenem v místě hlavního depozitu v chrámu boha Hora v Hierakonpolis během výzkumů v letech 1897/1898. V tomto depozitu byla také nalezena Narmerova palice a palice krále Štíra. Přesné místo a okolnosti nálezu ale nebyly zaznamenány dostatečně přesně. Ve skutečnosti Greenova zpráva uvedla umístění palety v jiné vrstvě a jeden nebo dva yardy dále od místa, které je považováno za přesnější místo nálezu na základě původních poznámek z vykopávek. Předpokládá se, že tyto předměty byly vyrobeny jako královské dary pro chrám. Hierakonpolis bylo starověké hlavní město Horního Egypta během předdynastického období Nakáda III.
Palety v této době byly používány pro roztírání očního líčidla, ale tato paleta je příliš velká a těžká, aby byla pro osobní použití, a proto je to snad chrámový předmět. Jedna z teorií je, že byla používána pro roztírání očního líčidla pro sochy bohů.
Narmerova paleta je součástí stálé sbírky Egyptského muzea v Káhiře.

## Popis
Je to velká (63 cm) obřadní paleta ve tvaru štítu, vyřezaná z jednoho kusu měkkého zeleného prachovce. Tento materiál se často v minulosti zaměňoval za břidlici. Břidlice je vrstvena a náchylná k loupání, je metamorfovanou horninou obsahující velká, náhodně rozdělená nerostná zrna. Oba nerosty nejsou jemně zrnité a tvrdé, jako prachovec, jehož naleziště se nachází v lomu ve Vádí Hammámat, v kterém je doložena těžba od předdynastické doby. Tento materiál byl během předdynastického období velmi používán pro výrobu takovýchto palet, a také užíván jako surovina pro starověké královské sochy. Socha faraona z 2. dynastie Chasechemueje, nalezená ve stejném komplexu jako Narmerova paleta v Hierakonopoli, byla také zhotovena z tohoto materiálu.
Obě strany palety jsou ozdobené vyřezanými reliéfy. V horní části obou stran je uprostřed serech se znázorněním symbolů n'r (sumec) a mr (dláto), což je fonetický přepis Narmerova jména.

## Přední strana

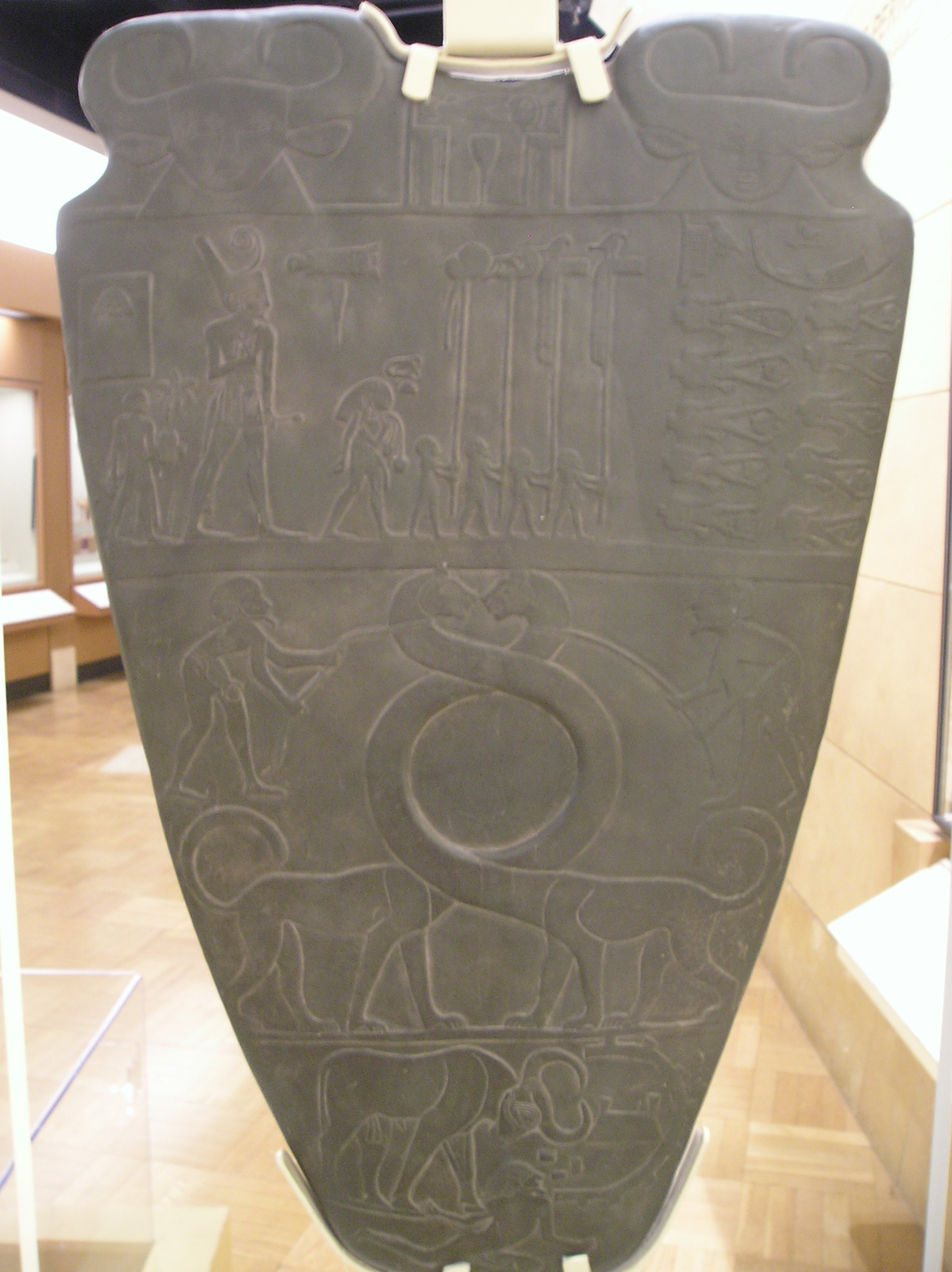
Přední strana Narmerovy palety (kopie), Royal Ontario Museum, Toronto

V horní části této strany jsou zobrazeny dvě hlavy kravího božstva Bat (neobvykle je bohyně zobrazena zepředu, nikoliv z profilu), mezi nimi pak Narmerův serech. Pod ním je znázorněn průvod s Narmerem, který má červenou korunu Dolního Egypta (jehož symbolem byl papyrus). Narmer drží palici a cep, dva tradiční symboly kralování. Napravo jsou k jeho postavě připsány hieroglyfické symboly pro jeho jméno, i když nejsou uzavřeny v serechu. Za postavou vlevo je jeho nosič sandálů, jehož jméno může představovat růžice u jeho hlavy. Pravoúhlý symbol nad jeho hlavou nemá jasný výklad, mohl by představovat jméno města.
Vpravo před králem kráčí dlouhovlasý muž, dva hieroglyfy vedle jeho hlavy prozrazují jeho jméno: Čet. Před tímto mužem jsou neseny čtyři standarty držené čtyřmi postavami. Jsou to standarty představující zvířecí kůži, psa a dva sokoly. Na pravém okraji Narmerovy palety je deset bezhlavých mrtvol, pravděpodobných obětí Narmerova vítězství. Nad nimi jsou symboly pro loď, sokola a harpuny, pravděpodobně znázorňující jméno města, které bylo podrobeno.
Pod průvodem jsou znázorněni dva lidé držící pomocí lan levharty nebo lvice (na těle se nenacházejí žádné skvrny) za jejich dlouhé, jakoby hadí krky. Krky jsou propleteny a obtáčejí kruhovou prohlubeň, v níž byla roztírána oční líčidla.
Na spodní části palety je znázorněn býk, jenž rozbíjí hradby města a pošlapává padlého nepřítele. Kvůli skloněné hlavě a bojovné póze býka se reliéf vykládá jako obraz představující krále porážející své nepřátele; Býk své matky je běžné epiteton dávané egyptským faraonům jakožto synům kravího božstva. Toto postavení býčí hlavy ve stylizované podobě znázorňuje později v hieroglyfickém písmu sílu.

## Zadní strana

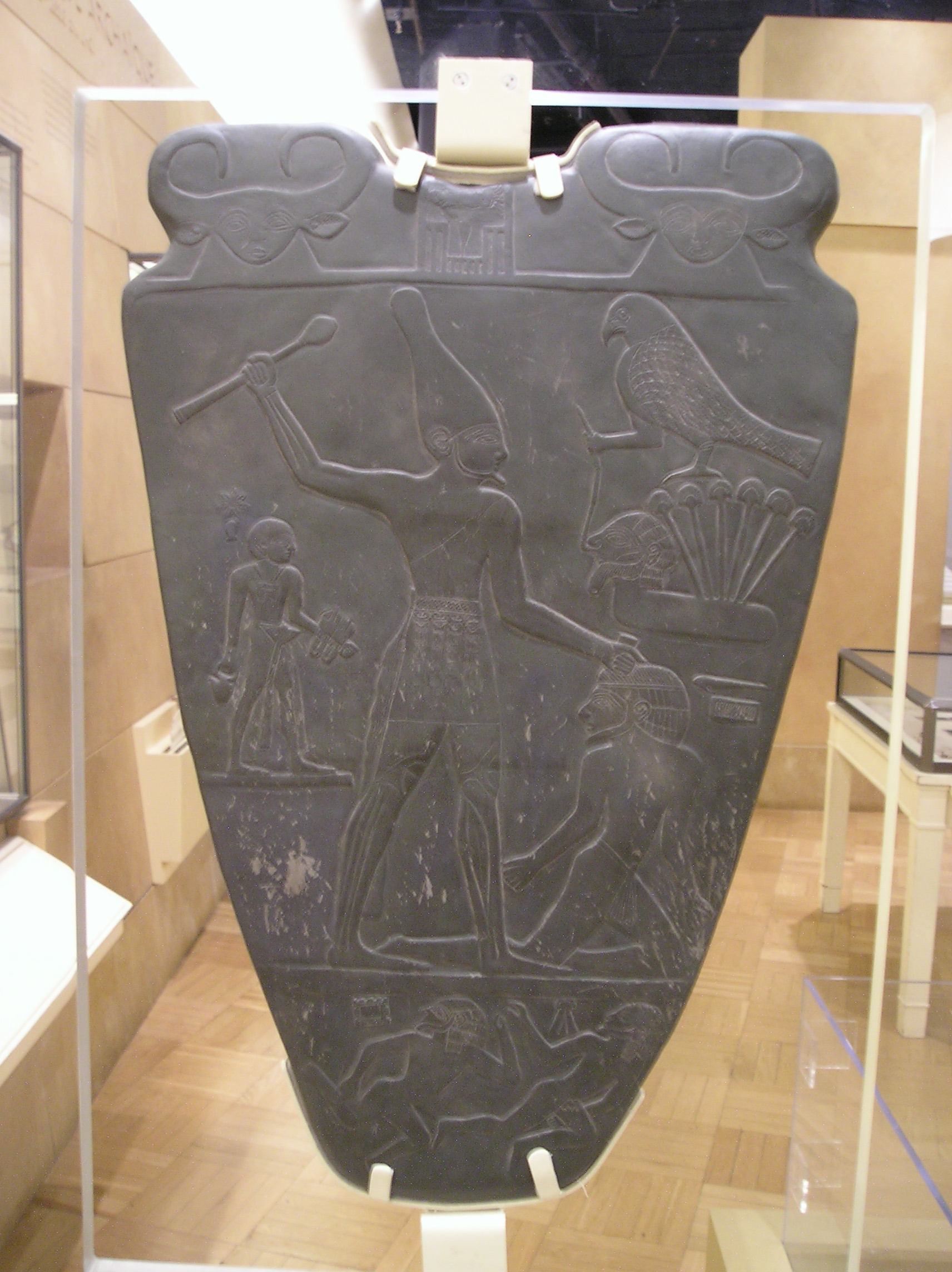
Zadní strana Narmerovy palety, kopie, Royal Ontario Museum, Toronto

Zadní strana palety je ve svém horním pásu identická s tou přední.
Velký obraz ve středu palety zobrazuje Narmera s bílou korunou Horního Egypta, jehož symbolem byl kvetoucí lotos. Narmer drží v pravé ruce palici a napřahuje se nad vězněm, který klečí. Za králem je znázorněn králův nosič sandálů, jehož jméno je opět znázorněno růžicí u jeho hlavy. Vězeň má u hlavy znázorněny symboly, které mohou představovat jeho jméno nebo oblast, ze které pocházel. Nad vězněm je sokol, reprezentující Hora. Stojí na svazku rostlin papyru, symbolu Dolního Egypta. Ve svých drápech drží lano, které je napojeno na nos mužské hlavy vyrůstající ze svazku papyrusových rostlin. Papyrus může odkazovat na močálovitou oblast delty Nilu v Dolním Egyptě, nebo že boj byl v bažinaté oblasti, nebo může každá rostlina představovat číslici 1000, a pak by výjev znázorňoval, že 6000 nepřátel bylo poraženo.
Pod znázorněním Narmera napřahujícího se nad vězněm je třetí část, zobrazující dvě nahé, vousaté postavy. Buď běží nebo leží mrtví na zemi. U hlavy každého muže je hieroglyf, u prvního pravděpodobně znázorňující ohrazené město a u druhého znázorňující uzel, pravděpodobné oznamující jméno poraženého města.

## Novodobé názory na paletu
Paleta byla považována za zobrazení sjednocení Dolního Egypta králem Horního Egypta, nebo za zobrazení vojenského úspěchu nad Libyjci. V poslední době se historici jako americký archeolog Nicholas Millet (1934–2004) přiklánějí k názoru, že paleta nepředstavuje historickou událost (jako sjednocení Egypta), ale namísto toho představuje události, které se staly v roce, v kterém předmět byl věnován chrámu. Současný americký teoretik Whitney Davis (* 1958) předpokládal, že výjevy na této a dalších předdynastických paletách mají více společného se zakládajícím králem a mají představovat obrazovou metaforu vítězného lovce, zachyceného v okamžiku zasazování smrtelné rány svým nepřátelům.
Narmerova paleta se nachází v Egyptském muzeu v Káhiře a je to jeden z prvních exponátů, které návštěvníci vidí při vstupu do muzea.[10] Má položky Journal d'Entree číslo JE32169 a Catalogue Génèral číslo CG14716.